# Górny Taras (Gdańsk)

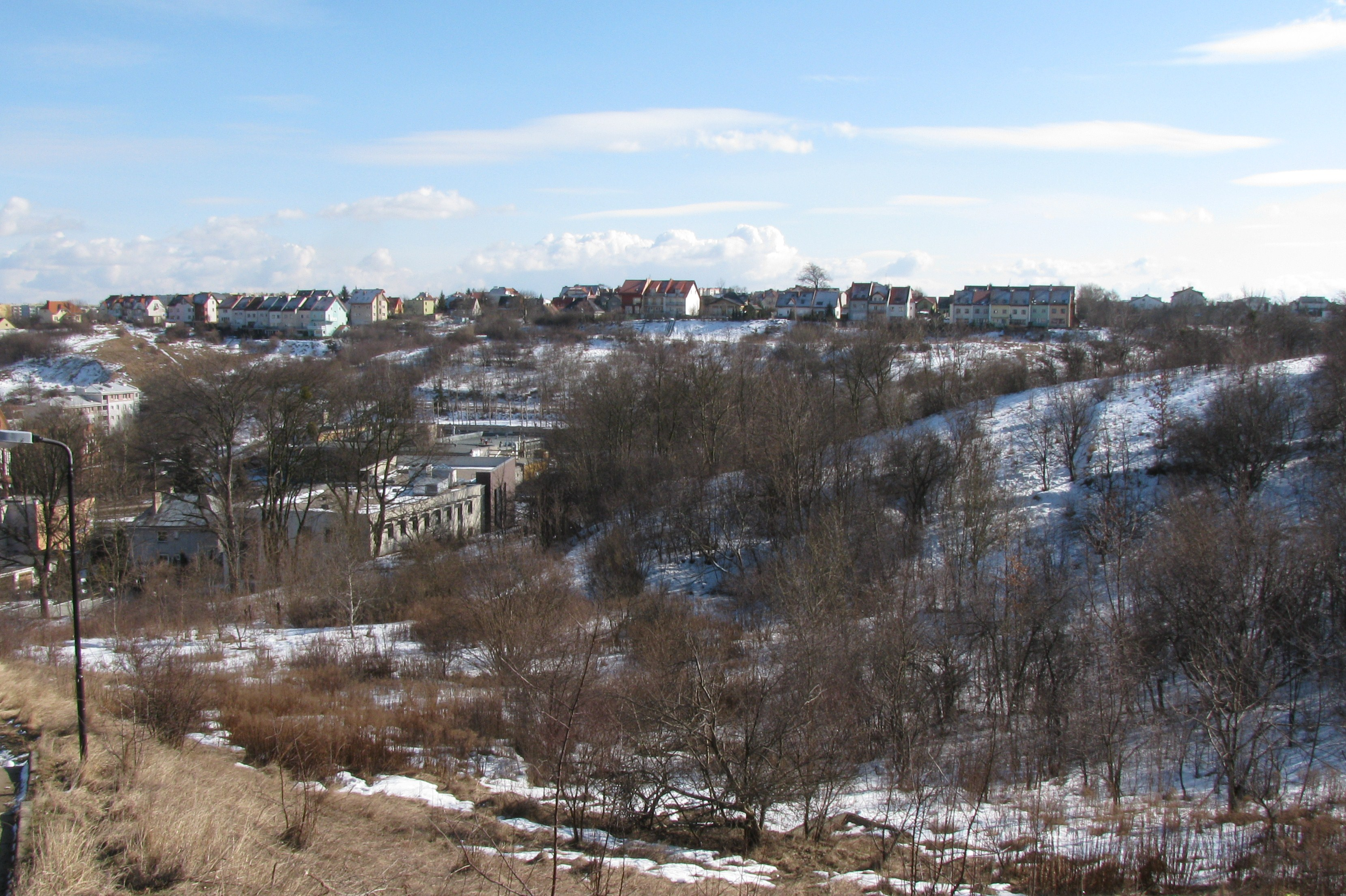
Górny Taras

Górny Taras – określenie dzielnic Gdańska położonych w wyżynnej części miasta, w odróżnieniu od dzielnic położonych na nizinach (tzw. Dolny Taras).
Określenie używane jest zarówno potocznie, jak i w dokumentach planistycznych miasta.

## Warunki geograficzne
Gdańsk jest położony na obszarze czterech mezoregionów. Zachodnia, wyżynna część miasta leży na Pojezierzu Kaszubskim, a wschodnia, nizinna część miasta położona jest na Pobrzeżu Kaszubskim, Mierzei Wiślanej i Żuławach Wiślanych. Górny Taras położony jest na Pojezierzu Kaszubskim. Pomiędzy Górnym a Dolnym Tasem biegnie strefa krawędziowa ze stromymi skarpami, w której różnice wysokości względnej sięgają do 100 m.

## Ludność
W 2015 r. Górny Taras zamieszkiwało 29% populacji Gdańska, licząc według kryterium miejsca zameldowania. Średnia wieku populacji Górnego Tarasu jest niższa, niż średnia wieku Dolnego Tarasu. Od przeszło dwóch dekad obserwuje się migrację wewnętrzną ludności z Dolnego Tarasu na Górny Taras. W niektórych dzielnicach Górnego Tarasu, przyrost ludności w latach 2005-2015 wyniósł nawet 300%. Jednocześnie zaplecze komunalne i usług publicznych miasta na Górnym Tarasie jest niewystarczające.

## Dzielnice

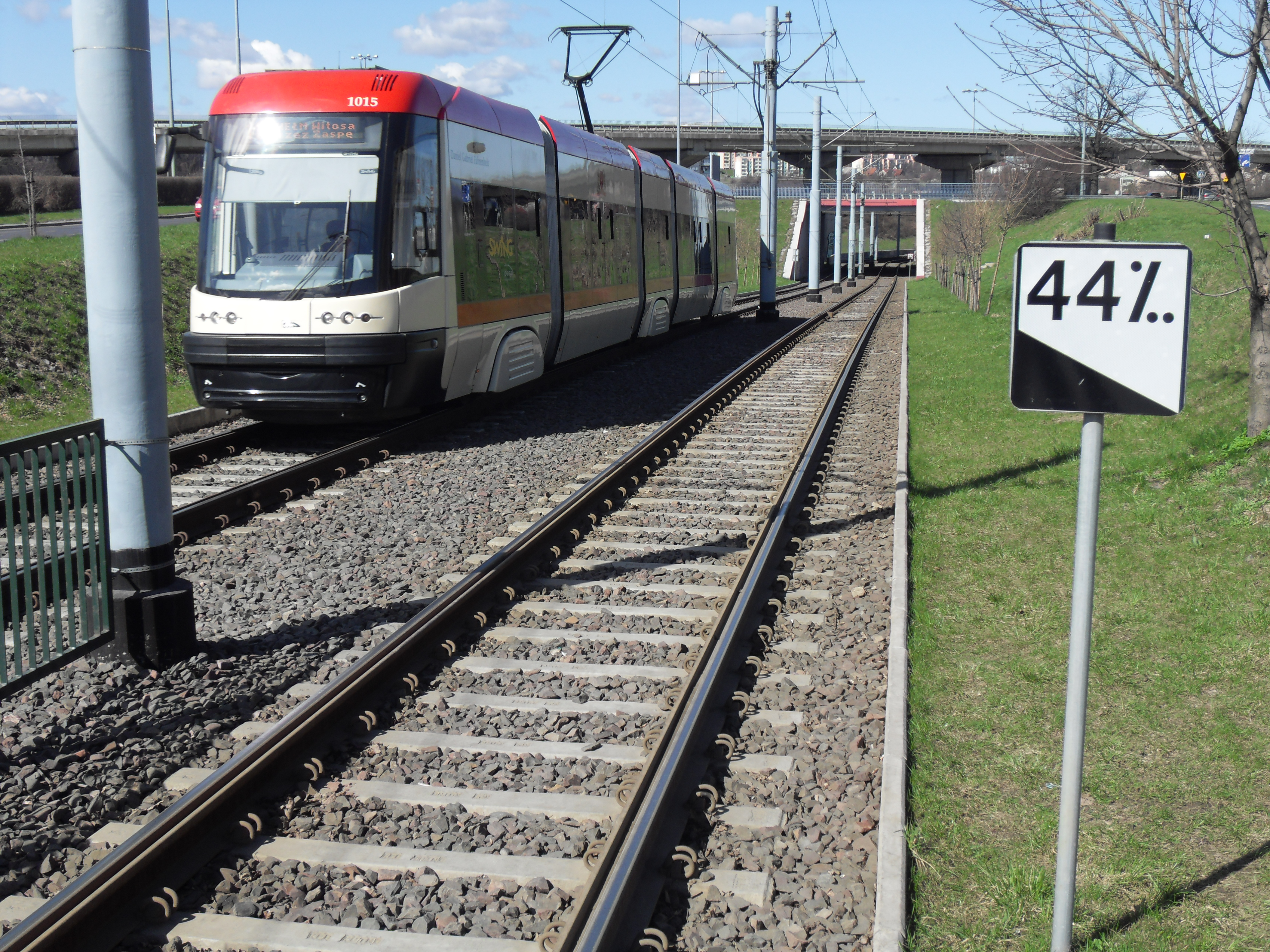
Tramwaj Pesa 120NaG wjeżdża na Górny Taras

Wg SUiKZP miasta Gdańsk:
- Osowa
- Matarnia
- Kokoszki
- Jasień
- Piecki-Migowo
- Suchanino
- Wzgórze Mickiewicza
- Chełm
- Orunia Górna-Gdańsk Południe

W obszarze krawędzi wysoczyzny:
- Oliwa (częściowo)
- VII Dwór
- Wrzeszcz Górny
- Brętowo
- Siedlce